# Byšice (stacja kolejowa)
Byšice – stacja kolejowa w miejscowości Byšice, w kraju środkowoczeskim, w Czechach. Znajduje się na wysokości 190 m n.p.m..
Jest zarządzana przez Správę železnic. Na stacji istnieje możliwości zakupu biletów i rezerwacji miejsc. 

## Linie kolejowe
- 070 Praha – Turnov